# آباکواند
آباکواند (به لاتین: Abakouande) در توگو است که در منطقه کارا واقع شده‌است.